# Virgariella ovoidea
Virgariella ovoidea är en svampart som beskrevs av P.M. Kirk 1981. Virgariella ovoidea ingår i släktet Virgariella, divisionen sporsäcksvampar och riket svampar.   Inga underarter finns listade i Catalogue of Life.